# Газопереробний завод Бід-Боланд 2
Газопереробний завод Бід-Боланд 2 — підприємство нафтогазової промисловості Ірану, яке споруджується у провінції Хузестан.

## Загальний опис
Ще з кінця 1970-х років на сході Хузестану діяли газоперобні заводи, зведені на родовищі Пазенан (NGL-900, NGL-1000). На початку 2000-х неподалік від них почали роботу ще два газопереробні підприємства — NGL-1200 на родовищі Гечсаран (знаходиться вже за межами Хузестану в суміжній провінції Кохґілує і Боєрахмед) та NGL-1300, яке обслуговує родовища Бібі-Хакіме, Раг-і-Сафі та інші. Вони вилучали суміш зріджених вуглеводневих газів (ЗВГ), після чого залишковий «легкий» газ спрямовували для використання як паливо або на зворотнє закачування для підтримки пластового тиску у нафтових покладах. Втім, цей ресурс ще містить значні осбяги гомологів метану (зокрема, етану), тому виник проект його поглибленої переробки з метою отримання сировини для нафтохімічної промисловості. Призначений для цього новий завод вирішили розмістити в районі вже існуючого підприємства Бід-Боланд (споруджене ще в кінці 1960-х на родовищі Марун), тому він отримав назву Бід-Боланд 2.
За проектом Бід-Боланд 2 повинен отримувати 56 млн м3 газу на добу, в тому числі 48 млн м3 ресурсу із підвищеним вмістом сірководню з Пазенану та 8 млн м3 з Гечсарану, Бібі-Хакіме, Раг-і-Сафі та інших родовищ (можливо відзначити, що хоча всі чотири поіменовані родовища відносяться до супергігантських, проте лише Пазенан є газоконденсатонафтовим та містить масивний газовий поклад). Для гарантованого забезпечення заводу ресурсом у 2018-му уклали угоду з National Iranian Oil Company (NIOC), котра збирається реалізувати на сході Хузестану кілька десятків проектів зі збору попутного газу, який наразі просто спалюється. Всього NIOC збирається монетизувати 22 млн м3 асоційованого газу на добу, втім, частина цього ресурсу буде спрямована для роботи газопереробного заводу компанії Marun Petrochemical.
Річна потужність заводу становитиме 1,48 млн тон етану, 1 млн тон пропану, 0,5 млн тон бутану і 0,6 млн тон газового бензину (фракція С5+). Крім того, отримуватимуть 10,4 млн тон метану (біля 43 млн м3 на добу), котрий подаватиметься до газотранспортної системи країни (можливо відзначити, що від Бід-Боланду починається перший магістральний газопровід країни IGAT I). Етан спрямовуватимуть для живлення установку парового крекінгу, будівництво якої ведеться в Гечсарані. Інші продукти використовуватимуть для покриття внутрішніх потреб або експорту.
Проект первісно планували завершити до кінця 2000-х, проте його фактична реалізація відбувалась із значними затримками. Втім, станом на лютий 2020-го будівельна готовність заводу оцінювалась вже у 97 %.